# 爆料革命
爆料革命是由流亡美国的中國商人、持不同政见者郭文贵與发起的運動。郭在這一運動中和他的合夥人和支持者建立了大量組織，但其部分活動被指控為欺诈。

## 組織
新中国联邦是由流亡美国的中国商人郭文贵和美国白宫前战略顾问斯蒂芬·班農在2020年6月4日自行宣布成立的声称“代表中国的一个网络国家”，總部設在纽约市东64街一處辦公室，他們將該辦公室稱為“新中国联邦”以及“喜马拉雅大使馆”的领事馆
，其目標是取代現今的中華人民共和國，並成立聯邦制中國。他們在宣佈之時於美国纽约上空的飞机悬挂了宣傳横幅。中国前足球运动员郝海东和他的妻子叶钊颖亦參與其中。

## 活動
2017年4月19日，郭文贵流亡美國後接受美国之音直播采访，指称中共高层内斗，并声称为了让其国内被抓的家人和公司员工恢复自由，他曾接受中国大陸公安部副部长傅政华的命令，去收集和调查海南航空的近年来资金进出情况。郭文貴在接受《美國之音》訪問中，指控時任中共中央政治局常委、中紀委書記王岐山，指他有家人是非上市公司海航集團的股東之一，而且王的家人在美國加州一早擁有價值五百多萬美元的豪宅；郭稱後者經多個華文媒體查證有其事。及後，郭更指中共總書記習近平已對王立案調查。王岐山至今沒作出辯解。郭文贵在陆陆续续的爆料多次提到他的大后台老领导但從未公布其身分。
郭文贵本人多次表示无意发动改朝换代和革命，重申他追求的“郭七条”，“四反三不反，反对以黑治国，以警治国，以贪反贪，以黑反贪；不反国家，不反民族，不反习主席”。他还说不会与民运和法轮功为伍，不会成立组织，也不参与政治。
2017年6月30日，郭文贵在报平安视频中揭露范冰冰、许晴在内的众多女明星和王岐山有染，王岐山还录制了有18张光碟之多的性爱影片，郭文贵也看了一部分。7月3日，郭文贵在推特上发布模糊图片，疑似女子脖颈和锁骨处。7月6日，范冰冰利用私人微博帐号回应郭文贵的指称：“我就站在阳光下等着你，等你从黑暗里走出来与我对峙！我从不缺少面对黑暗的勇气！以前是，现在是，将来亦然！”然而，这条微博只能点赞转发，不能评论。到了7月13日，范冰冰宣布正式委托美国律师在美起诉郭文贵，要求郭文贵和相关平台立即停止发布不实訊息，停止恶意转载、扩散传播，并向范冰冰承担一切法律责任。许晴也在7月7日发表声明作澄清，宣布委托律师起诉郭文贵，追究法律责任。
2017年7月9日，新华社刊发题为《郭文贵海航“爆料”真相调查》的文章，写道“郭文贵所谓的“爆料”，实际上是其通过收买民航系统员工，非法收集获取航空公司内部客户资料訊息后，进行“深度加工”、歪曲解读，以达到颠倒黑白、混淆视听的目的。”之后新华社于2017年7月14日再次发表题为《郭文贵"爆料信源"调查：所谓"爆料"来自高层系谎言》的文章，认为“郭文贵展示的所谓公司股权结构图，不过是无业人员陈向军等人为骗取郭文贵钱财，通过“天眼查”（该系统是服务于个人的企业工商数据查询系统）查询到的公开資訊，经篡改而成。”
2017年7月17日，郭文贵第四次接受明镜新闻网采访，指控王岐山家族以及曾经下属腐败的证据链。节目中，除了披露了海航集团董事局主席陈峰及其儿子陈超、陈晓峰与亲信姚庆、王健等人的关系网，他还公开他们的姓名、出生年月、身份证号码及护照号码等个人資訊、在海内外各大银行账户余额和直接或间接控股公司資訊。他还进一步公布了王岐山家族在美多处房产的地址和房主。据他所说，上述资料一部分由自己的团队收集，一部分基于所建立“分享資訊"、"資訊置换”的关系源于美国政府。
2017年10月2日，Facebook公司的女性发言人宣布撤销郭文贵的一個个專页（不包含其個人臉書頁面），暂时限制郭文贵在專頁上发布訊息。她表示封禁原因是这些页面未取得同意披露他人“个人資訊”，违反社区有关规定。
2017年10月5日，郭文贵在华盛顿美国国家新闻俱乐部召开记者会。会上，他散发一份国务院办公厅和国家安全委员会办公室联合下达的向美国秘密派遣国安警察的绝密件，文件包含针对他、令完成和程慕阳的“专项业务”。
2018年8月15日，香港司法当局公布文件显示，香港警方在对郭文贵涉嫌洗钱案的调查中，已经冻结了郭文贵家族的329亿港元资产，折42亿美元。由其女儿郭美持有的“安东发展有限公司”向香港高等法院递交司法复核，申请解冻其中部分款项，但被拒绝。
2018年11月20日，郭文贵于美国纽约与斯蒂芬·班农召开了关于海航集团前董事长王健在法国之死的发布会。在发布会期间，郭文贵宣布成立法治基金。该基金的目标包括营救那些被中共迫害的企业家和官员，并为他们提供援助等。郭文贵作为法治基金的创始人、捐款人之一。
2020年6月4日，郭文贵与斯蒂芬·班农在纽约自行宣布成立代表中国的网络国家“新中国联邦”。
2020年7月下旬，在美国政府关闭中华人民共和国驻休斯敦总领事馆期间，反对中华人民共和国的示威者聚集在领事馆外，并悬挂着新中國联邦的旗帜。

## 爭議
現居美國的滕彪、傅希秋等中國異見人士声称被郭文貴的支持者長期騷擾，鄰居也被污言穢語辱罵和威脅。從2020年9月下旬開始，郭文貴號召他的支持者前往這些質疑他的異見人士的住處進行抗議，他稱之為「全球滅賊行動」。他多次點出二十多個攻擊目標的名字，說他們必須「付出代價」，必須停止攻擊郭文貴和他所發起的所謂「爆料革命」和「新中國聯邦」並關掉推特。滕彪指，那些人自本月初開始騷擾他和家人，從早上10時半到下午4時半，「少的時候16人，多的時候29人。」除了謾罵，還對他家進行直播，就算警察和市長前往警告，那些人還是沒有收歛。住在加拿大溫哥華的中國異議人士高冰尘（网名“黄河边”），被類似的一伙人包圍騷擾持續了75天，他的朋友、人權活動家黃寧宇被這些人襲擊，一顆牙被打掉，右眼底骨折。2021年4月19日，異議记者熊宪民在纽约联邦法院门口遭到以夏春风和崔希流为首的一群“爆料革命”支持者围攻。熊宪民被他们从背后拳打脚踢，有人试图抢夺他的包。熊宪民随即报警，警察抵达现场后做了笔录。围攻者约40逾人，他们身穿统一的新中国联邦制服，挥舞旗帜。
2019冠狀病毒病疫情期間，郭文貴及其支持者一直在散播羥氯喹可以治療2019冠狀病毒病的谣言。此外郭文貴一直在大力传播有关乔·拜登的儿子亨特·拜登在中国和乌克兰涉及的一些負面內容，还声称有亨特·拜登参与性虐待的视频证据、并在网上发布了相關视频，觀看量達到数千万。

## 事件
2020年7月，《华尔街日报》报道称美国联邦调查局与美国证券管理委员会正调查郭文贵及班农的好友，并对两人进行调查，调查内容涉及郭文贵美国媒体活动的资金来源以及他与白宫前战略顾问班农的合作。郭文贵声称已为这项运动投资了1亿美元。美国联邦调查局正在调查这一运动的资金来源。
2020年7月，《华尔街日报》报道称美国联邦调查局与美国证券管理委员会正调查“爆料革命”的創始人郭文贵和班农，调查内容涉及二人媒体活动的资金来源。2020年8月20日，班农因涉嫌挪用修建美墨边境隔离墙筹款的民间项目“我们筑墙”挪用款项，在位于康涅狄格州韦斯特布鲁克外海属于郭文贵的Lady May号游艇上被捕。班农被捕后，郭文贵连忙与班农切割关系，强调未参与班农的事情，且不再允许班农继续出任郭媒体董事会成员。不過在2020年8月，新中國聯邦的的支持者抗议美國政府逮捕班农。
2023年3月15日，美国司法部发布消息称，郭文贵因策划超过10亿美元的诈骗阴谋被捕，起诉书包括12项罪名，指控郭文贵犯有电汇欺诈、证券欺诈、银行欺诈和洗钱罪等。同日，美国证券交易委员会指控郭文贵及其财务顾问余建明参与未注册和欺诈性发行，骗取超过8.5亿美元的资金。
郭文贵被捕当天，纽约当地的联邦调查局探员对郭文贵所住的雪梨荷兰酒店进行搜查，搜查行动因酒店突发火警而中止。起火地点位于大楼18层，也就是郭文贵所住的顶层豪宅。截至当天中午，明火已经由消防员扑灭，房屋部分受损。联邦调查局正调查火警是否与郭文贵被捕有关。